# George Wellington

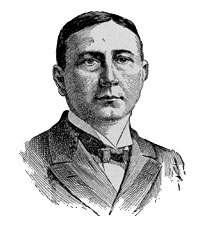
George Wellington

George Louis Wellington (* 28. Januar 1852 in Cumberland, Maryland; † 20. März 1927 ebenda) war ein US-amerikanischer Politiker (Republikanische Partei), der den Bundesstaat Maryland in beiden Kammern des Kongresses vertrat.
George Wellington besuchte eine deutschsprachige Schule, außerdem erhielt er auch Privatunterricht. Ab 1870 arbeitete er als Angestellter (Clerk) bei der Second National Bank of Cumberland; später war er dort als Kassierer tätig. Sein erstes öffentliches Amt bekleidete er von 1882 bis 1888 als Kämmerer (Treasurer) im Allegany County; im Jahr 1890 hatte er diesen Posten noch einmal inne. 1889 bewarb er sich erfolglos um das Amt des staatlichen Rechnungsprüfers (Comptroller) von Maryland. Von 1890 fungierte er als stellvertretender Treasurer of the United States mit Sitz in Baltimore.
1892 trat Wellington bei der Wahl zum Repräsentantenhaus der Vereinigten Staaten an. Im sechsten Kongresswahlbezirk von Maryland unterlag er dem demokratischen Amtsinhaber William McMahon McKaig nur knapp. Zwei Jahre später kandidierte er erneut und konnte sich diesmal gegen seinen Konkurrenten Frederick Williams mit acht Prozentpunkten Vorsprung durchsetzen. Er verblieb nur für eine Legislaturperiode im Repräsentantenhaus, da er 1896 in den US-Senat gewählt wurde. Dort trat er am 4. März 1897 die Nachfolge des Demokraten Charles Hopper Gibson an. Nach einer Amtsperiode bewarb er sich 1902 nicht erneut um dieses Mandat und schied folglich am 3. März 1903 aus dem Kongress aus. Während seiner Zeit als Senator führte er unter anderem den Vorsitz im Ausschuss zur Einrichtung einer University of the United States.
Im Jahr 1913 versuchte Wellington die Rückkehr in den Senat zu schaffen. Als Kandidat der Progressive Party war er allerdings chancenlos und erhielt nur 3,5 Prozent der Stimmen; Sieger wurde der Demokrat Blair Lee. Danach zog er sich aus der Politik zurück. Er wurde Präsident zweier Banken und engagierte sich in seinem Heimatort Cumberland im Bahnverkehr sowie in der Elektrizitätsversorgung.